# Sternarchorhynchus caboclo
Sternarchorhynchus caboclo és una espècie de peix pertanyent a la família dels apteronòtids.

## Descripció
- Pot arribar a fer 22,6 cm de llargària màxima.[5][6]

## Hàbitat
És un peix d'aigua dolça, bentopelàgic i de clima tropical, el qual viu entre grans quantitats de plantes aquàtiques de la família Podostemaceae.

## Distribució geogràfica
Es troba a Sud-amèrica: el Brasil.

## Observacions
És inofensiu per als humans.